# Reginald Hackforth
Reginald Hackforth FBA (* 17. August 1887 in London; † 6. Mai 1957 in Cambridge) war ein britischer Altphilologe.
Nach dem Besuch der Westminster School studierte Hackforth von 1907 bis 1909 klassische Philologie am Trinity College der University of Cambridge und schloss das Studium mit first class honours in beiden Teilen des classical tripos ab. Nach zwei Jahren als Lecturer an der University of Manchester (1910–1912) kehrte er 1912 als Fellow des Sidney Sussex College nach Cambridge zurück und blieb in dieser Position bis zum Ende seines Lebens. Viele Jahre lang war er Herausgeber des Classical Quarterly und gewann so den Respekt und die Freundschaft von J. D. Denniston und A. E. Housman. Von 1939 bis 1952 war er der zweite Laurence Professor of Ancient Philosophy an der Cambridge University. 1946 wurde Hackforth zum Fellow der British Academy gewählt. Er ist zusammen mit seiner Frau Lily († 29. März 1975) auf dem Ascension Parish Burial Ground in Cambridge bestattet.
Hackforth arbeitete vor allem zu Platon (Briefe; Apologie; Philebos; Phaidros; Phaidon). Er verfasste auch zwei Kapitel für die Cambridge Ancient History zur Geschichte Siziliens im 4. und 5. Jh. v. Chr., unter Heranziehung seiner Interpretation der einschlägigen Passagen bei Pindar, Bakchylides und in den Briefen Platons.

## Schriften (Auswahl)
- The Authorship of the Platonic Epistles. Manchester 1913, online
- The composition of Plato’s Apology. Cambridge 1933
- Plato’s examination of pleasure: a translation of the Philebus with an introduction and commentary. Cambridge 1945
- Plato’s Phaedrus. Translated with an introduction and commentary. Cambridge 1952
- Plato’s Phaedo, Translated with an introduction and commentary. Cambridge 1955